# Moulton Seas End
Moulton Seas End är en by i Lincolnshire i England. Byn är belägen 56 km 
från Lincoln. Orten har 621 invånare (2016).